# Јабучки Рит
Јабучки Рит је приградско насеље и поднасеље Падинске Скеле у Београду које се налази на територији општине Палилула.

## Локација
Јабучки рит се налази у банатском делу општине Палилула, тј. на левој обали Дунава, 23 км североисточно од центра Београда. Изграђен је у централном делу мочваре Панчевачког рита, на каналу Бутуш. Насеље је повезано са Зрењанинским путем кроз 10 км дугачак пут, који води и кроз Глогоњски Рит. У насељу се налази и мало ромско насеље.

## Карактеристике
Насеље није класификовано као посебно, али је заједно са оближњим Глогоњским ритом сврстано као поднасеље Падинске скеле која је удаљена 13 км од њих.
Насеље је добило име по оближњем селу Јабуци, које се налази на територији општине Панчево. Скоро као и сва насеља Панчевачког рита, насеље је развијено после 1947. године, као место за раднике запослене у мелиорацији, а касније и за оне из оближњег пољопривредног предузећа ПКБ.
Становништво претежно ради на пољопривредном газдинству „Младост“, које је део ПКБ-а. У насељу се налази фудбалски клуб „Младост“, који се такмичи у трећој београдској лиги. Насеље је познато и по каналима пуним рибе.
Ако се Дунавски венац одвоји од Палилуле и постане засебна општина (процес је отпочео 2006. године), наводи се да ће се Јабучки рит одвојити од Падинске скеле и постати засебно насеље, као што је назначено статутом организације која промовише стварање нове општине.